# 米子市の歌
「米子市の歌」（よなごしのうた）は、日本の鳥取県米子市が制定した市歌である。以下の同名2曲が存在する。
1. 1967年（昭和42年）制定。歌詞は米子市選定、作曲は高木東六。市制40周年記念。
2. 2015年（平成27年）制定。作詞・保岡直樹、作曲・松田恭雄。新設合併10周年記念。

現在の市歌は2.である。本項では（旧）米子市と新設合併した西伯郡淀江町の旧町歌についても解説する。

## 解説
現在の米子市は2005年（平成17年）に西伯郡淀江町と新設合併した2代目であり、同名の（旧）米子市とは別の地方公共団体であるが本項では便宜上、1967年（昭和42年）制定の（旧）米子市が制定した市歌を「初代」、2015年（平成27年）制定の（現）米子市が制定した市歌を「2代目」とする。

### 初代（1967年）
初代の「米子市の歌」は1967年（昭和42年）に市制40周年記念事業の一環として歌詞を懸賞募集したが、作詞者の名義は「米子市選定」の扱いで個人名はクレジットされていない。作曲は地元出身の高木東六に依頼され、歌曲と合わせて行進曲アレンジも作られた。
発表・初演奏は同年4月1日の市制40周年記念式典の席上で行われ、同日には市の花としてツツジが選定されている。歌詞と楽譜は1968年（昭和43年）刊の『米子市四十周年史』20-21ページに掲載。
平成の大合併では鳥取県内の4市中で鳥取市と倉吉市が編入合併方式を採り、倉吉市は従来の「倉吉市歌」を継続使用したが鳥取市は従来の「鳥取市民歌」に代わり新しく「伸びゆくふるさと」を制定した。これに対し、米子市では淀江町との合併に際して新設合併方式を採り、協定項目において市歌の扱いは「新市において調整する」とされたため初代市歌は淀江町の町歌「伸びゆく淀江」と共に失効扱いとなり、廃止された。

### 2代目（2015年）
前述の鳥取市と倉吉市に加え、合併を行わなかった境港市では「境港市の歌」が制定されているため（新）米子市は発足当初から県内4市で1市だけ市歌が未制定の状態が続いた。その後、2015年（平成27年）の合併10周年を機に記念事業として市歌を制定する方針が発表され、2014年（平成26年）6月より懸賞募集が行われる。応募総数は作詞63篇・作曲56篇で、まず歌詞の入選作を発表したのち作曲部門の募集が行われた。
初代から題名を引き継いだ2代目市歌「米子市の歌」は合併10周年となる2015年3月31日付で制定告示が行われ、10年ぶりに県内4市の市歌が出揃う状況が復活した。市が地区保健推進員連絡協議会と共同で作成した市民体操「よなご健康えぇがん体操」では、2代目市歌がBGMに取り入れられている。

## 旧町歌
（旧）米子市と新設合併した西伯郡淀江町では、1984年（昭和59年）6月20日に町歌「伸びゆく淀江」（のびゆくよどえ）を制定していた。作詞・杉本満、補作・島田陽子、作曲・池田八声。